# Forêt nationale de Talladega
La forêt nationale de Talladega est une forêt fédérale protégée situé en Alabama, aux États-Unis.
Elle s'étend sur une surface de 1 588,66 km2, et a été créée le 17 juillet 1936.